# 奇石博物館
奇石博物館（きせきはくぶつかん）は静岡県富士宮市にある博物館である。テレビ石やコンニャク石、化石などをはじめ、世界中の石が展示されている。1971年開設。正式名称は、一般財団法人地球の石科学財団奇石博物館。

## 概要

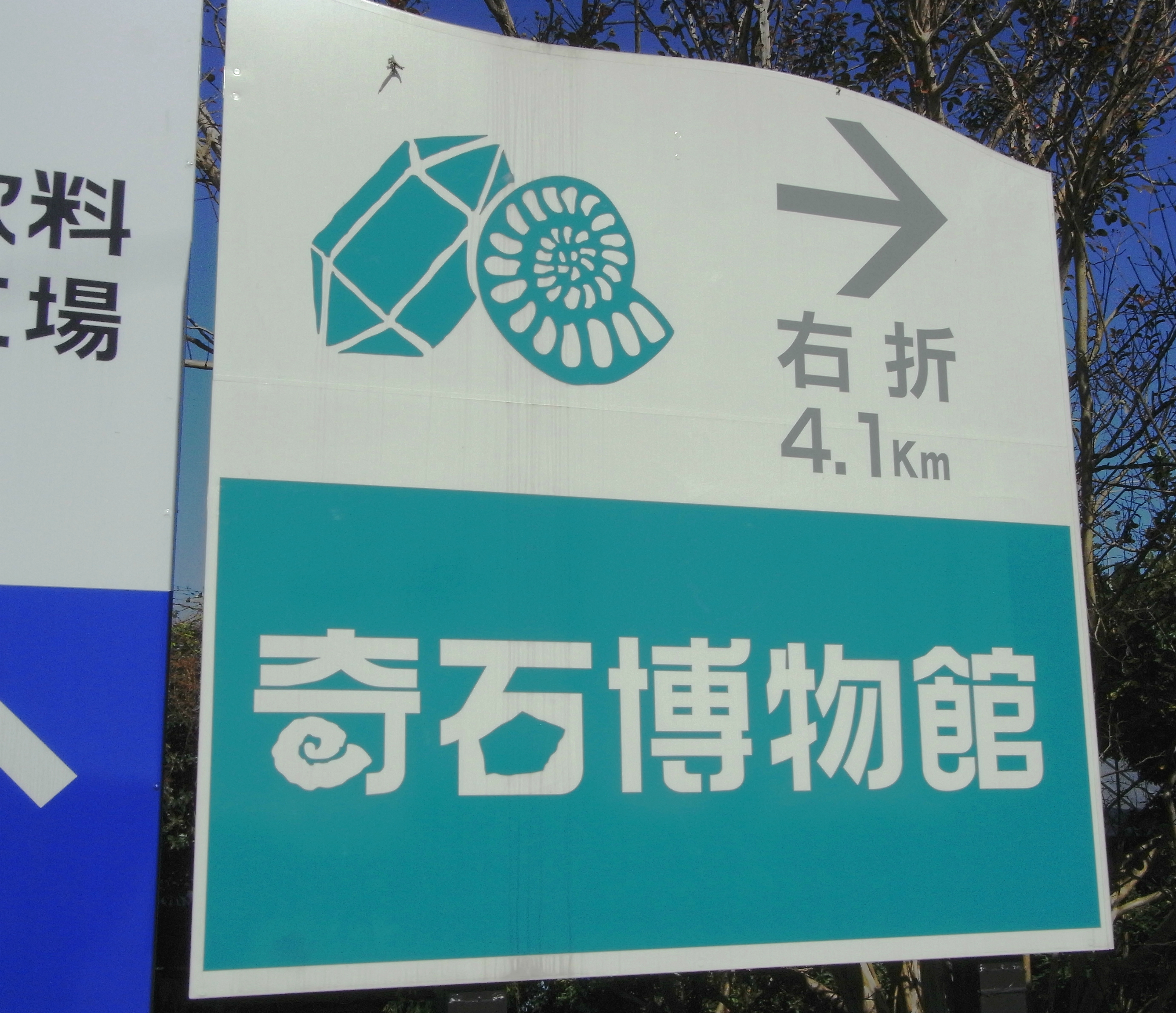
国道469号にある案内看板

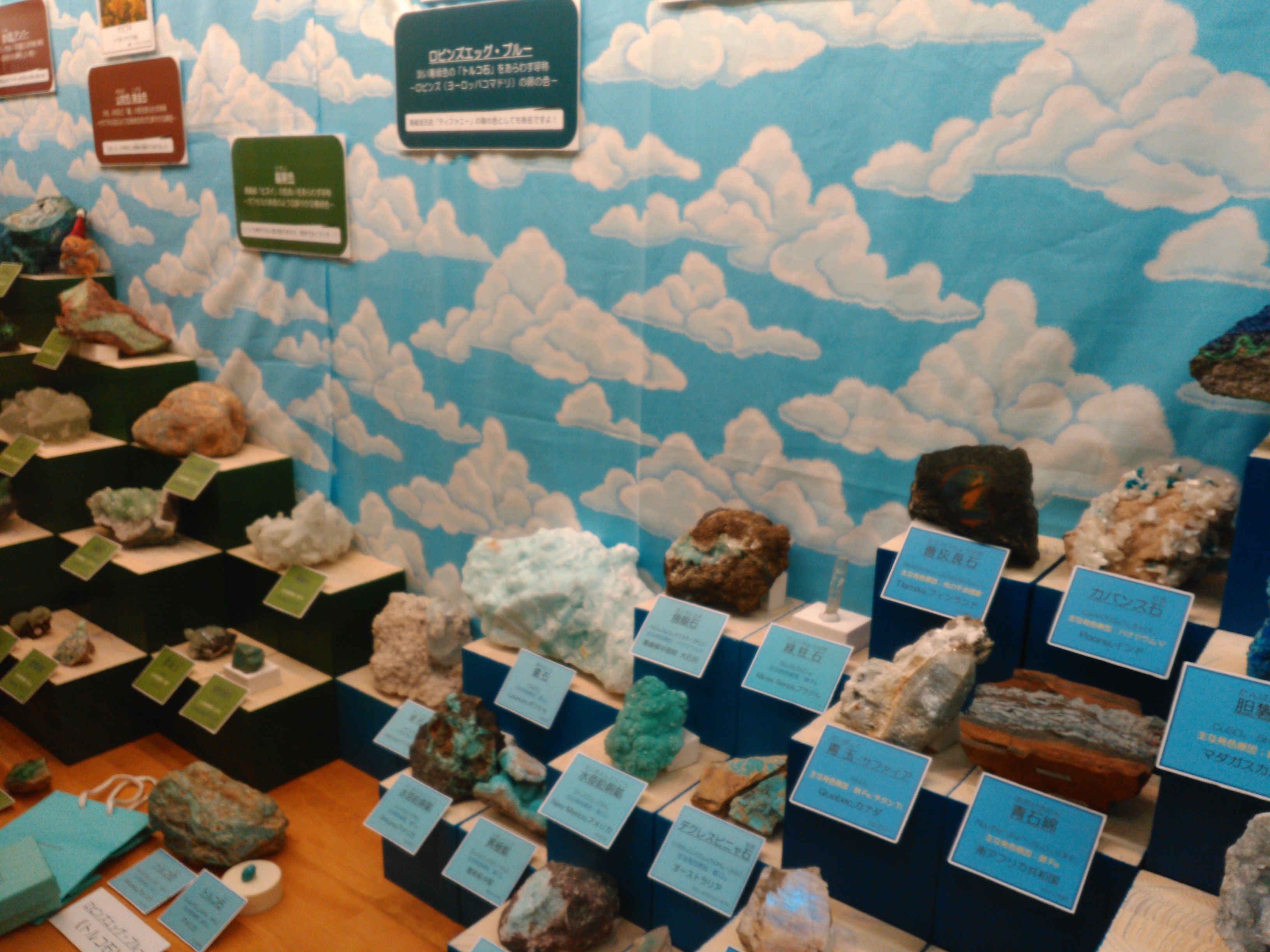
内部展示の様子

世界中の鉱物・化石などや石にまつわる文化を扱った博物館で、建物規模自体は私設の博物館という面もあり1-2時間もあれば全展示物を見て回れる規模ではあるが、「奇石」をキーワードとして好奇心をそそるような様々な工夫が凝らされており、ジャンルごと・テーマごとに整理されている。館入り口にあるホールでは入館者が一定数たまると不定期に博物館職員による解説が行われ、実際に奇妙な性質を持つ石を触らせるなどの説明がなされる。
なお「奇石」は江戸時代中期（1751年頃）より、変わった石を愛好する好事家たちが集まって自慢のコレクションを披露しあう「奇石会」と呼ばれる交流会を催したことに由来するが、同館はその見た目や性質が素人目にも「不思議さや感動を感じさせる石」を奇石と定義しており、子供の目線でも十分楽しめるとしている。このため子供連れ家族の来場者も多く、周辺地域にも親しまれている。
博物館ではあるが、「石（奇石）の魅力」に触れる場というテーマを掲げており、展示物の内で少なからぬものが「実際に触って」みることができるようになっており、館内の展示物のいたるところに「触ってください」という独特の展示が見られる（逆に触るべきでない標本にはそれと判るピクトグラム表示がある）。こういった体験を通して岩石・鉱物から地学へ関心を向ける糸口となることを期待しているという。
敷地内には学術研究を旨とし一般の立ち入れない研究館と並んで、レストハウスや「宝石わくわく広場」（有料・時間制限付き）と題した水に沈んだ砂利の中に埋まった宝石や貴石・目を引く鉱物などを探して遊べる施設もあり、幼児・児童でも楽しめる（大人も可）ようになっている。見つけた石は、砂利以外は持ち帰れる。なお同館では、幼児が水遊びに興じてずぶ濡れになってしまっても良いように、着替えなどを持参したほうが良いとアナウンスしている。
このほかその時々で観察会・体験教室・企画展が開催されており、リピーターを呼び込む工夫がなされている。収蔵品も膨大な数にのぼり、常設展示約1800点に加え一度に展示しきれないために毎月の企画展で入れ替え展示を行っているとのことである。
ミュージアムショップも充実しており、特にテレビ石をはじめとする幾つかの「奇石」やアクセサリーとしても意味を持つ貴石、また化石なども販売している。大きなものや特に貴重なものは決して安価ではないが、子供の小遣いで程度でも買える値段で十分に好奇心をかきたてるものも数多く販売されている。一部はオンラインショッピングにも対応。
- 所在地：静岡県富士宮市山宮3670
- 営業時間：9:00～17:00
- 休館日：水曜日（祝日の場合は翌日）

## アクセス
自動車
- 東名高速道路富士ICから西富士道路および国道139号を経由し約30分。
- 中央自動車道河口湖ICから国道139号経由で約60分。

バス
- JR身延線富士宮駅から富士急静岡バス上蒲沢行きで約25分。